# Partido Liberal Progresista (Guatemala)
El Partido Liberal Progresista fue un partido político de corte liberal y nacionalista de Guatemala fundado en 1922 y disuelto en 1944.

## Historia
El Partido Liberal Progresista fue fundado en 1922, durante el gobierno de José María Orellana por los diputados Abraham Barrios, Aparicio Idígoras, Carlos Zachrisson, G. Martínez Nolasco, Guillermo Sáenz de Tejada, Ignacio Rodríguez Medina, J. González Campo, Leonardo Lara, Manrique Ríos, Mariano Trabanino, Max Ruiz y Ricardo Peralta Hernández, los parlamentarios apoyaban la candidatura presidencial del entonces ex primer designado a la presidencia y ministro de la guerra Jorge Ubico Castañeda.
Ubico y Orellana se disputaron la candidatura presidencial por el Partido Liberal, sin embargo Orellana logró la nominación en 1922; obligando a Ubico a formar una plataforma política para los comicios de 1922. Orellana logró el 95% de los votos, mientras que Ubico logró el 5%. En las elecciones parlamentarias de 1923, el partido Liberal obtuvo todos los escaños del Congreso dejando al Partido Liberal Progresista sin escaños, el mismo resultado se repitió en 1925.
En la elección de 1926, el candidato del partido Unionista Lázaro Chacón ganó las elecciones con el 88% de los votos, derrotando a Jorge Ubico que obtuvo un 11% de los votos emitidos. Ubico obtuvo algunos escaños en el Congreso. En 1929 el Partido Liberal Progresista obtuvo 6 escaños. En la elección de 1931, Ubico ganó todos los escaños en el Congreso y también la presidencia con el 100% de los votos.
Una vez en la presidencia, Ubico asumió poderes autoritarios. Mantuvo una asamblea legislativa fiel a sus órdenes. Uno de sus principales objetivos fue lograr una reorganización de la Administración Pública, para lo cual nombró a varios allegados, los llamados ubiquistas, en posiciones clave del Gobierno, entre ellos el coronel Roderico Anzueto, que ocupó el cargo de jefe de la Policía. El gobierno de Ubico se caracterizó por el uso de métodos típicos de regímenes autoritarios: reprimió duramente a la oposición de cualquier índole (especialmente la de tinte comunista o democrático), envió al paredón de fusilamiento a los opositores internos de su partido e impuso censura a la prensa, de modo que toda noticia debía ser autorizada previamente por él un día antes de su publicación. Además, hizo cambios al artículo 66 de la Constitución para prolongar su permanencia en la presidencia.
El 1 de junio de 1944, Ubico incrementó el salario de los empleados públicos en un 15 %, pero solo para aquellos que ganaban menos de 15 quetzales mensuales. Esto dejaba fuera a los maestros, que reaccionaron con una serie de protestas pacíficas con el fin de ser beneficiados con ese aumento. Por su parte, los estudiantes universitarios iniciaron marchas pacíficas para exigir la destitución de sus decanos, ya que, durante el gobierno de Ubico, la Universidad de San Carlos era dependencia del Ministerio de Instrucción Pública y las autoridades eran nombradas directamente por el presidente de la República. Ubico accedió a cambiar a los decanos, pero los sustitutos, nombrados por el presidente, no fueron del agrado de los estudiantes, quienes en consecuencia redoblaron sus protestas. Ubico renunció en medio de la presión popular el 1 de julio de 1944. Delegando el mando del partido en el militar Federico Ponce Vaides, quien prontamente fue elegido presidente interino.
El 20 de octubre de 1944, tras 109 días en el poder, su gobierno fue derrocado por el pueblo en armas apoyado por los militares del fuerte de la Guardia de Honor, que era comandado por el entonces mayor Francisco Javier Arana.  Ponce Vaides se tuvo que asilarse en la embajada de México, la cual estaba frente al Palacio Nacional en la ciudad de Guatemala, y fue sustituido por una Junta Revolucionaria de Gobierno formada por el mayor Arana, el capitán Arbenz Guzmán y el ciudadano Jorge Toriello Garrido. Con esto el partido Liberal Progresista fue disuelto como parte de las reformas de la Revolución.

## Líderes
- Jorge Ubico Castañeda (1922 al 1 de julio de 1944)
- Federico Ponce Vaides (1 de julio al 20 de octubre de 1944)

## Miembros destacados
- Jorge Ubico Castañeda
- Federico Ponce Vaides
- Roderico Anzueto Valencia

## Resultados electorales

### Presidencia
| Año electoral | Candidato             | Resultados     | Resultados  |
| Año electoral | Candidato             | Total de votos | Porcentaje  |
| ------------- | --------------------- | -------------- | ----------- |
| 1922          | Jorge Ubico Castañeda | -              | 5% (2°)     |
| 1926          | Jorge Ubico Castañeda | 36 940         | 11.39% (2°) |
| 1931          | Jorge Ubico Castañeda | 305 841        | 100% (1°)   |

### Congreso
| Año electoral | Líder                 | Escaños           | Escaños     |
| Año electoral | Líder                 | Escaños obtenidos | Porcentaje  |
| ------------- | --------------------- | ----------------- | ----------- |
| 1923          | Jorge Ubico Castañeda | 0/69              | 0% (2°)     |
| 1925          | Jorge Ubico Castañeda | 0/69              | 12.73% (2°) |
| 1926          | Jorge Ubico Castañeda | 5/69              | 11.39% (2°) |
| 1927          | Jorge Ubico Castañeda | 0/69              | 0% (2°)     |
| 1929          | Jorge Ubico Castañeda | 6/39              | 15.38% (2°) |
| 1931          | Jorge Ubico Castañeda | 69/69             | 100% (1°)   |
| 1935          | Jorge Ubico Castañeda | 69/69             | 100% (1°)   |
| 1944          | Federico Ponce Vaides | 5/5               | 100% (1°)   |